# Marina Tchebourkina
Marina Tchebourkina (em russo: Марина Чебуркина, em francês: Marina Tchebourkina, nascida em 1965, Moscou, Rússia) é uma organista e musicologista russo-francesa. Possui o mais alto grau acadêmico em Ciências Artísticas (Doktor nauk) e condecoração pela Ordem das Artes e das Letras (França).  Ela é conhecida como especialista em música de órgãos barrocos franceses e embaixadora em todo o mundo da música de órgão russa.

## Biografia
Marina Tchebourkina se graduou no Conservatório Estado Tchaikovsky de Moscovo, em Órgão e em Musicologia (1989, Master, 1992, Doutorado). Ela foi organista da Capela Real de Palácio de Versalhes por 15 anos, de 1996 a 2010.
Desde 2006, Marina Tchebourkina é membro da Comissão Nacional dos órgãos históricos da França. Desde 2010 ela é professora convidado no Conservatório de Moscovo, Rússia e desde 2013, pesquisadora associada da Universidade Panthéon-Sorbonne (Paris-I), França.

## Graus científicos
- 1994: Ph.D.: Olivier Messiaen’s organ music.
- 2013: Dr. Habil. (Accreditation to supervise Research): French Baroque Organ Art: Music, Organ building, Performance.

## Distinções
- 2005: Chevalier em Ordem das Artes e das Letras (França).

## Discografia

### Música de órgão francesa:Os Organistas do Rei e seus contemporâneos
- 2002: Claude Balbastre à Saint-Roch / Claude Balbastre at Saint-Roch (with Michel Chapuis). Historical Great Organ of the Church of St Roch, Paris. 2-CD set. (EAN 13 : 3760075340018)
- 2004: Du Roy-Soleil à la Révolution, l’orgue de la Chapelle royale de Versailles / From the Sun King to the Revolution, the organ of the Royal Chapel of Versailles. Great Organ of the Royal Chapel of the Palace of Versailles. (EAN 13 : 3760075340032)
- 2004: Louis Claude Daquin, l’œuvre intégrale pour orgue / Louis Claude Daquin, Complete organ works. Great Organ of the Royal Chapel of the Palace of Versailles. (EAN 13 : 3760075340049)
- 2005: Louis Marchand, l’œuvre intégrale pour orgue / Louis Marchand, Complete organ works. Great Organ of the Royal Chapel of the Palace of Versailles. 2-CD set. (EAN 13 : 3760075340056)
- 2005: François Couperin, l’œuvre intégrale pour orgue / François Couperin, Complete organ works. Great Organ of the Royal Chapel of the Palace of Versailles. 2-CD set. (EAN 13 : 3760075340063)
- 2007: Jean-Jacques Beauvarlet-Charpentier, œuvres pour orgue / Jean-Jacques Beauvarlet-Charpentier, Organ works. Historical Great Organ of the Abbey-church of Sainte-Croix, Bordeaux. 2-CD set. (EAN 13 : 3760075340087)
- 2009: Gaspard Corrette, l’œuvre intégrale pour orgue / Gaspard Corrette, Complete organ works. Historical Great Organ of the Abbey-church of Saint-Michel-en-Thiérache. (EAN 13 : 3760075340100)
- 2015: Nicolas de Grigny, l’œuvre intégrale pour orgue / Nicolas de Grigny, Complete organ works. Historical Great Organs of the Abbey-churches of Saint-Michel-en-Thiérache and Sainte-Croix of Bordeaux. 2-CD set. (EAN 13 : 3760075340148)
- 2016: Jean Adam Guilain, l’œuvre intégrale pour orgue / Jean Adam Guilain, Complete organ works. Historical Great Organ of the Abbey-church of Saint-Michel-en-Thiérache. (EAN 13 : 3760075340155)
- 2019: Pierre Du Mage, Louis Nicolas Clérambault, l’œuvre intégrale pour orgue / Pierre Du Mage, Louis Nicolas Clérambault, Complete organ works. Historical Great Organ of the Abbey-church of Saint-Michel-en-Thiérache. (EAN 13 : 3760075340179)

### Música de órgão russa
- 2003: Deux siècles de musique russe pour orgue / Two centuries of Russian organ music. Historical Great Organ of the Church of St Sulpice, Paris. 2-CD set. (EAN 13 : 3760075340025)
- 2010: Youri Boutsko, Grand cahier d’Orgue / Youri Boutsko, Great Organ notebook. Historical Great Organ of the Abbey-church of St Etienne, Caen. (EAN 13 : 3760075340117)
- 2010: Dmitri Dianov, l’Îlot, œuvres pour orgue / Dmitri Dianov, The Isle, organ works. Historical Great Organ of the Abbey-church of St Etienne, Caen. — 2010. (EAN 13 : 3760075340124)
- 2016: Youri Boutsko, Deuxième Grand cahier d’Orgue : Images russes, Tableaux, Légendes, Histoires véridiques et invraisemblables / Youri Boutsko, Second Great Organ Notebook: Russian Images, Pictures, Legends, True and Unbelievable Stories. Great Organ of the Church of St Martin, Dudelange, Luxembourg. EAN 13 : 3760075340162